# アンドレア・ボスカ
アンドレア・ボスカ（Andrea Bosca、1980年7月14日 - ）は、イタリアの俳優。

## 出演作品
- ニーナ　ローマの夏休み（パオロ）
- 妹の誘惑
- 人生、ここにあり!